# Église Notre-Dame de La Rouvière
L'église dite aussi chapelle Notre-Dame est une église catholique romaine située dans le village de La Rouvière dans la commune de Pelouse, en France.

## Description
Ce sanctuaire rural présente les caractéristiques des églises romanes du Gévaudan : nef unique à quatre travées voûtées en berceau, chevet pentagonal et abside à sept pans voûtée en cul-de-four. Un clocher arcade est placé sur le pignon ouest et un cimetière borde l'église au sud.

## Localisation
L'église est située à La Rouvière, sur la commune de Pelouse, dans le département français de la Lozère. Il y a deux églises sur la commune car l'église de La Rouvière était l'église paroissiale en 1364. Elle le restera jusqu'en 1889 date à laquelle Pelouse devient le chef-lieu de la commune, ravissant le titre à La Rouvière. L'église paroissiale de Pelouse est Saint-Pierre-de-Vérone.

## Historique
L'église est mentionnée dans une bulle de Calixte II en 1123, puis comme église paroissiale en 1364. 
L'édifice est classé au titre des monuments historiques en 1973.